# Палац культури «КрАЗ»
Палац культури кременчуцького автомобільного заводу, палац культури «КрАЗ» — палац культури у Кременчуці. Будівля є пам'яткою архітектури. Знаходиться у нагірній частині Кременчука, неподалік від перетину проспекту Свободи і вулиці Київської, поряд з меморіальним комплексом «Вічно живим».

## Опис
Палац збудований у класичному стилі. Будинок Т-подібний у плані,  цегляний, тинькований, фарбований. Окремі частини будівлі мають різне призначення і різну поверховість. Триповерхова частина головного фасаду має двоповерхові крила, звернені до вулиці, що утворюють внутрішній дворик, який замикається подвійною колонадою (6 колон у зовнішньому і 4 у внутрішньому ряду), котра виступає за лінію крил будівлі. Фронтон перерваний, декорований круглими віконцями типу ілюмінаторів, дах двосхилий, на крилах вальмовий, критий бляхою. Вікна третього поверху основної будівлі та другого поверху крил арочні, першого - прямокутні. Віконні отвори на торцях крил глухі, декоровані прямокутними та трикутними сандриками. Двоповерхова частина будівлі з бокових фасадів декорована портиками із шести півколон, що розділяють  здвоєні прямокутні вікна; між вікнами 1 і 2 поверхів розміщені ліпні гірлянди. З тилу будівля увінчана трикутним півфронтоном з круглим вікном угорі та рельєфною глухою аркою над дверима запасного виходу. Вгорі по всьому периметру будівлі виносний карниз без модильйонів.

## Історія
У 1945 р. в Кременчуці  розпочалось будівництво мостового заводу, на базі якого згодом виросло потужне підприємство - зараз це ПАТ АвтоКрАЗ. Розростався колектив, удосконалювались виробництва, підвищувались і культурні запити робітників. Спочатку під клуб на 285 місць тимчасово облаштували будівлю, що мала бути крамницею. Тут почав діяти гурток художньої самодіяльності, яким керував І.Л.Непомнящий. 
У 1949 р. був створений духовий оркестр під керівництвом досвідченого музиканта А.К.Ільїна/ Невдовзі був організований хор, драматичний колектив, і крихітний клуб не міг задовольнити усі потреби.
Тоді було прийняте рішення побудувати Палац культури. Збудований за типовим проектом клубу на 500 місць. Цей проект, створений дніпропетровським архітектором Барташевичем Костянтином Костянтиновичем, був використаний з невеликими видозмінами у декількох великих містах України (Запоріжжя, Кривий Ріг, Луганськ, Донецьк, Дніпропетровськ).  У палаці було 2 зала для глядачів, зал для спортивних занять, заводська бібліотека і 15 кімнат для гурткової роботи. Першим директором був призначений І.М.Нефьодов, який працював на цьому посту до 1970 р.
7 листопада 1952 р. відбулося його відкриття.

## Колективи Палацу культури
У новому Палаці культури були хор, духовий оркестр, драматичний гурток, естрадний колектив. Колективи ПК розвивалися і стали відомими не тільки в Кременчуці, а й в Полтавській області, Україні, Росії.
Наприклад, народний ансамбль танців «Світанок», який був заснований ще у 1954 р. Його першим художнім керівником стала досвідчений балетмейстер, Маргарита Тихонівна Муравйова, яка більше двох десятиріч очолювала «Світанок». Сергій Володимирович Жмур, концертмейстер, протягом багатьох років працював у цьому колективі. До репертуару «Світанку» входили  хореографічні твори, які стали золотим фондом колективу. Це були етнографічні танці «Василечки», «Полтавська полька», «Сито»; ліричні «Український віночок», «Український молодіжний»; жартівливі «Витівниця», «Вареники». Тривалий час ансамбль «Світанок» був флагманом танцювального мистецтва у Полтавській області.
Шести колективам палацу було присвоєно звання «Самодіяльний народний колектив».
У 1956 р. першим це звання отримав український народний хор під керівництвом П.Ф.Оченаша.
У 1964 – отримав першу нагороду – ювілейну медаль в честь 150-ліття з дня народження Т. Г. Шевченко, а у 1995 році хор посів 1 місце на Всеукраїнському конкурсі хорів у Києві. Звання самодіяльних народних колективів одержали також ансамбль народного танцю «Світанок», ансамбль бального танцю «Сузір`я», театральний колектив та оркестри духових і народних інструментів. Хор української пісні та ансамбль бального танцю «Сузір’я» стали дипломантами Всесоюзних та лауреатами республіканських фестивалів народної творчості.
А двом дитячим колективам було присвоєно звання «Зразковий дитячий колектив».
Саме з народного хору Палацу культури КрАЗ почала свій творчий шлях Раїса Кириченко, Берегиня української пісні. На одному з концертів, що давав хор у Глобинському районі, керівнику П. Ф. Оченашу пощастило познайомитися з Раїсоюб Корж, молодою телятницею із села Землянки нинішнього Глобинського району. Зладнавши усі проблеми з видачею паспорту Раїсі, керівник забрав її до Кременчука, де вона влаштувалась працювати на автозавод, а невдовзі отримала місце в гуртожитку. Навчалась у вечірній школі по вулиці Маяковського, співала в хорі. З 1962 співала в ансамблі «Веселка» Полтавської філармонії, потім в ансамблі «Льонок» Житомирської області, з 1968 перейшла працювати до Черкаського народного хору, звання Народної артистки України одержала в 1979 р.
Палац культури автомобілебудівників був центром естетичного та художнього виховання жителів нагірної частини Кременчука. На початку 1990-х тут працювало 23 клубів за інтересами та любительських об’єднань, 9 дитячих та 15 дорослих колективів художньої самодіяльності.
У 1997 р. тодішній міський голова Іван Кіндратович Пономаренко планував на базі ПК відкрити міський театр, причому ідея І. К. Пономаренка полягала у тому, щоб і відкрити театр, і зберегти колективи Палацу. Вже були узгоджені документи, але у 1998 р. на виборах міським головою був обраний інший кандидат, який, на жаль, не захотів займатися цим питанням.
У цьому Палаці культури з 1954 по 1984 рр. працював диригент, музикант, пісняр, організатор народного хору, Заслужений працівник культури України Павло Федорович Оченаш  (1924, с. Великі Кринки Глобинського району – 1984, м. Кременчук) – учасник Великої Вітчизняної війни, який з гармошкою за плечем дійшов фронтовими шляхами до Ельби. До палацу прийшов у 1954 р. Спочатку створив ансамбль, потім хорову групу, а згодом і хор. Справу П.Оченаша продовжив молодий здібний диригент М.Г. Карапузь, який доклав багато зусиль для того, щоб не пішла в непам’ять пісенна спадщина Павла Федоровича. І тепер народний самодіяльний хор ім. П.Ф.Оченаша продовжує творчу діяльність.

## Сучасність
22 вересня 2013 р. на правому крилі будівлі Палацу культури була відкрита меморіальна дошка.
Дошка з чорного габро (60*40*2 см), у верхній частині пам’ятний напис у 10 рядків: «В цьому Палаці культури/ протягом тридцяти років/ працював відомий/ диригент-пісняр,/ організатор і керівник/ Народного хору,/ Заслужений працівник /Культури України /Оченаш /Павло Федорович», нижче − портретне зображення П.Ф. Оченаша та нотний стан.
Під дошкою поличка для покладання квітів.